# Højere og højere
Højere og højere (originaltitel Going Up) er en amerikansk stumfilm fra 1923 af Lloyd Ingraham.

## Medvirkende
- Douglas MacLean som Robert Street
- Hallam Cooley som Hopkinson Brown
- Arthur Stuart Hull som James Brooks
- Francis McDonald som Jules Gaillard
- Hughie Mack som Sam Robinson
- Wade Boteler som John Gordon